# Ernst Toller

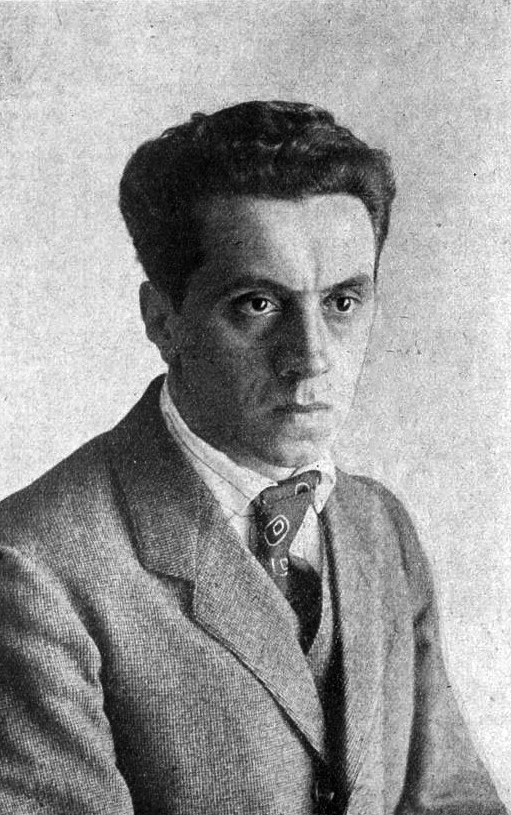
Ernst Toller (ca. 1923)

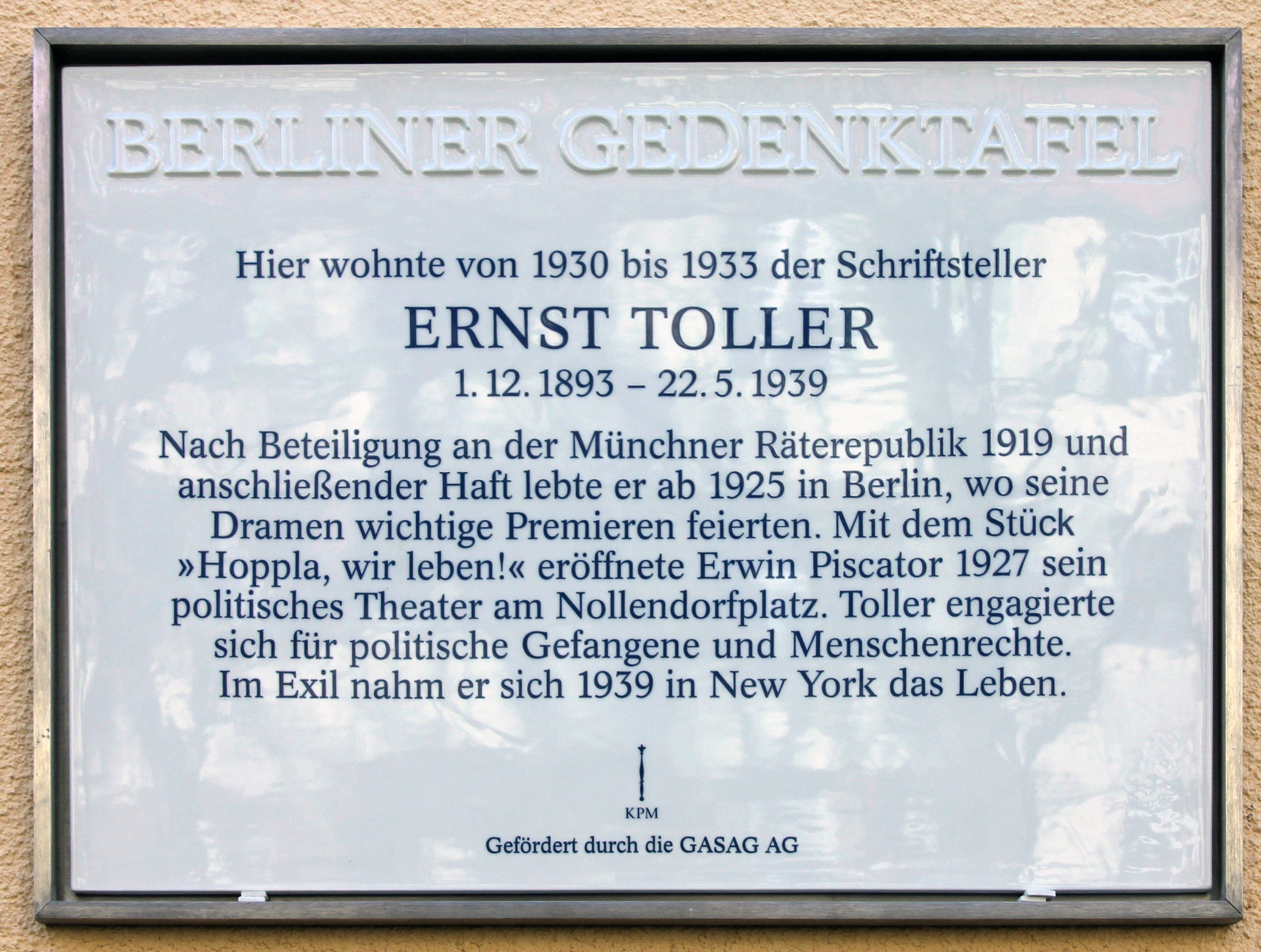
Berliner Gedenktafel am Haus, Wittelsbacherstraße 33A, in Berlin-Wilmersdorf

Ernst Hugo Toller (geboren am 1. Dezember 1893 in Samotschin, Provinz Posen, gestorben am 22. Mai 1939 in New York City, New York) war ein deutscher Schriftsteller jüdischer Herkunft und Dramatiker, Politiker und linkssozialistischer Revolutionär und Ehemann der Schauspielerin Christiane Grautoff.
Als zeitweiliger Vorsitzender der bayerischen USPD und Protagonist der kurzlebigen Münchner Räterepublik wurde er nach deren Niederschlagung im Juni 1919 verhaftet und wegen Hochverrats angeklagt. Er entging mit dem einen Monat später gefällten Urteil der drohenden Todesstrafe und wurde zu fünf Jahren Festungshaft verurteilt.
Bereits während seiner Haft und mehr noch danach wurde er vor allem mit seinen Dramen als einer der maßgeblichen Vertreter des literarischen Expressionismus in der Weimarer Republik bekannt.
1933 emigrierte er zunächst in die Schweiz. Nach der Machtübernahme der Nationalsozialisten im Deutschen Reich wurde Toller aufgrund seiner jüdischen Herkunft und politischen Haltung formell aus Deutschland ausgebürgert. Seine Werke gehörten zur Liste der im Mai 1933 als „undeutsch“ diffamierten „verbrannten Bücher“ im Herrschaftsbereich der NS-Diktatur. Nach mehreren Exilstationen (abgesehen von teils kurzen Vortragsreisen in verschiedenen Ländern, vor allem die Schweiz und England) kam er 1937 in die USA. Der Pazifist und politische Moralist Ernst Toller resignierte angesichts der Erfolge faschistischer Bewegungen, vor denen er bereits in den 1920er Jahren gewarnt hatte. Er begann, unter schubweise wiederkehrenden Depressionen zu leiden und schied, persönlich enttäuscht, in den Vereinigten Staaten im Alter von 45 Jahren durch Suizid aus dem Leben.
Zu Tollers erfolgreichsten Werken zählen die Dramen Masse Mensch und Hinkemann sowie die autobiographische Veröffentlichung Eine Jugend in Deutschland. Mit dem Gedichtzyklus Das Schwalbenbuch wurde er auch als Lyriker bekannt.

## Leben

### Herkunft, Kindheit und Jugend
Toller war der jüngste Sohn des Getreidegroßhändlers Mendel Toller und dessen Ehefrau Ida, geborene Cohn. Ida betrieb den im Familienbesitz befindlichen Kolonialwarenladen. Die Familie gehörte zu den relativ wohlhabenden bürgerlich-jüdischen Kreisen in Samotschin, litt aber auch unter dem Antisemitismus jener Zeit. Dies veranlasste den Vater, seinen Vornamen in Max abzuändern.
Ab dem siebten Lebensjahr besuchte Ernst eine Privatschule für Knaben in seinem Heimatort. Um 1905 erkrankte er so schwer, dass er für ungefähr ein Jahr den Schulbesuch unterbrechen musste. 1906 konnte Toller auf das Königliche Realgymnasium in Bromberg wechseln und lebte dort als Kostgänger bei verschiedenen Familien. Rückblickend schrieb Toller später, dass das eine Einrichtung gewesen sei, die die Schüler zum Militarismus erzogen habe. Das preußische Schulwesen sei engstirnig und autoritär, es seien militaristische, nationalistische und erzkonservative Wertvorstellungen vermittelt worden. Das weckte Tollers Widerspruch. Er befasste sich mit moderner Literatur, die an seiner Schule verboten war.
In diese Zeit fallen auch seine ersten literarischen Versuche. Seine Beteiligung an der Theaterspielgruppe seiner Schule weckte den Wunsch nach dem Schauspielerberuf. Nach erfolgreichem Schulabschluss und gefördert durch ein kleines Stipendium konnte Toller sich im Februar 1914 an der „Ausländeruniversität“ in Grenoble einschreiben. Zu Beginn des Ersten Weltkriegs kehrte er sofort nach Deutschland zurück. Nachdem sein Vater bereits 1911 gestorben war, führte seine Mutter das Familiengeschäft weiter und konnte es sogar expandieren. Zu Beginn des Kriegs wurde der Firma Toller die Versorgung der Stadt Bochum mit Kartoffeln übertragen; zum Vertragsabschluss reiste fast der gesamte Stadtrat Bochums nach Samotschin.

### Erster Weltkrieg
Mit Wirkung vom 9. August 1914 trat Toller als Kriegsfreiwilliger dem 1. Kgl. Bay. Fuß-Artillerie-Regiment in München bei. Anfang 1915 war er in Germersheim stationiert; später wurde er nach Straßburg versetzt. Er meldete sich freiwillig zum Fronteinsatz und kämpfte bei Verdun. Bald schon wurde er seiner Tapferkeit wegen ausgezeichnet und zum Unteroffizier befördert. In dieser Zeit entstanden seine ersten Gedichte gegen den Krieg.
Im Mai 1916 erlitt Toller einen völligen psychischen und physischen Zusammenbruch.

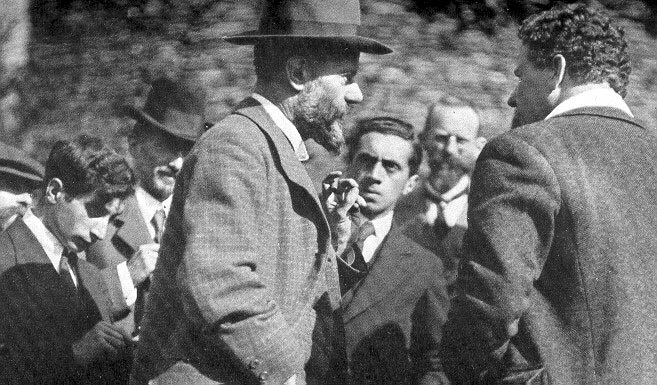
Ernst Toller (3. von rechts) in einer Gruppendiskussion mit Max Weber (zentrale Person in der Bildmitte), Fotografie Mai 1917 bei der Lauensteiner Tagung

Nach ersten Behandlungen in Sanatorien in Straßburg und Ebenhausen wurde er in die „Genesenden-Einheit“ seines Regiments nach Mainz versetzt. Da sich sein Zustand nur sehr langsam besserte, wurde Toller im Januar 1917 nicht mehr als wehrtauglich beurteilt, so dass ihm ein Studium an der Ludwig-Maximilians-Universität München erlaubt wurde.
Toller begann Jura und Philosophie zu studieren, wurde aber schon bald vom Literaturwissenschaftler Artur Kutscher in dessen Kreis aufgenommen. Hier machte er unter anderem Bekanntschaft mit Thomas Mann und Rainer Maria Rilke. Im Mai 1917 wurde er vom Verleger Eugen Diederichs zu den Lauensteiner Tagungen eingeladen. Der Historiker Gangolf Hübinger charakterisierte Toller später als „anarchistischen Außenseiter“. Über Diederichs kam Toller in Kontakt mit Max Weber, der ihn an die Universität Heidelberg einlud. Von 1917/18 studierte Ernst Toller an der Universität Heidelberg und lernte dort Margarete Pinner (verheiratet Turnowsky-Pinner) kennen, die dort ebenfalls ein Gastsemester mit ihren Freundinnen Käthe Markus und Elli Harnisch verbrachte. Margarete Pinner und Ernst Toller engagierten sich für den Kulturpolitischen Bund der Jugend, der insgesamt aus sieben Frauen und vier Männern bestand. Das Ziel des Bundes war es, seine Stimme für eine sozialistische Friedensordnung zu erheben. Gemeinsam verfassten Ernst Toller und Margarete Pinner eine offizielle Friedenspetition, die auf eine sozialistische Weltfriedensordnung abzielte und 1917 an alle sozialistischen Studentengruppen der deutschen Universitäten verschickt wurde. Politische Repressalien folgten und alle Mitglieder der Gruppe wurden aus Baden ausgewiesen.
Als Teilnehmer an den wöchentlichen Diskussionsrunden einer heterogenen Gruppe von linksorientierten Kriegsgegnern im Gasthaus „Zum goldenen Anker“ in München, zu denen Ende 1917 mehr als 100 Personen kamen, begegnete Toller unter anderem Kurt Eisner, der die Diskussionsleitung innehatte, Felix Fechenbach, Oskar Maria Graf und Erich Mühsam. In dieser Runde näherte er sich der pazifistischen Unabhängigen Sozialdemokratischen Partei (USPD) an, die sich wenige Monate zuvor aus Opposition gegen die Burgfriedenspolitik von der SPD abgespalten hatte, und trat ihr bei.

### Novemberrevolution und Münchner Räterepublik
Seine Kriegserfahrungen bewirkten bei Toller eine pazifistische und revolutionär-sozialistische Einstellung. Im Januar 1918 wurde er nach Beteiligung am Munitionsarbeiterstreik in München inhaftiert und kurz darauf in die Psychiatrie zwangseingewiesen. Nach Kriegsende beteiligte er sich an der Novemberrevolution in Bayern, die zum Sturz der Wittelsbacher-Dynastie und zur Gründung des Freistaats bzw. der Republik Bayern unter der provisorischen Ministerpräsidentschaft Kurt Eisners (USPD) führte.
Bei der Landtagswahl Ende Januar 1919 musste die USPD eine schwere Niederlage hinnehmen. Kurz vor seiner geplanten Rücktrittserklärung wurde Kurt Eisner am 21. Februar 1919 von Anton Graf von Arco auf Valley, einem völkischen Antisemiten aus dem Umfeld der Thule-Gesellschaft, erschossen. Der Mord löste in der Münchener Arbeiterschaft große Empörung aus. Der Konflikt zwischen den Anhängern einer parlamentarisch-pluralistisch ausgerichteten Republik und denjenigen einer sozialistisch orientierten Räterepublik eskalierte, der bayerische Landtag und der Zentralrat der bayerischen Republik sprachen einander die Legitimation für eine neue Regierungsbildung ab.
Auf einem Flug von München zum Reichsrätekongress in Berlin am 4. März 1919 geriet Tollers Flugzeug bei Leipzig in einen Sturm, woraufhin der Pilot die Orientierung verlor und in Cronheim (Landkreis Weißenburg-Gunzenhausen) notlanden musste. Dabei überschlug sich der Doppeldecker und blieb auf dem Rücken liegen. Toller und sein Pilot Franz Gallenmüller vom 1. Königlich Bayerisches Fliegerbataillon Oberschleißheim blieben dabei unverletzt.
Toller übernahm nach dem Tod Kurt Eisners dessen Nachfolge im Parteivorsitz der bayerischen USPD und gründete zusammen mit Gustav Landauer, Erich Mühsam und anderen die am 7. April 1919 ausgerufene Münchner Räterepublik (erste Phase der Räterepublik). Toller wurde Vorsitzender deren Zentralrats.
Nachdem Rotgardisten unter dem Kommando des Matrosen Rudolf Egelhofer den gegen die Räteregierung gerichteten Palmsonntagsputsch vom 13. April 1919 vereitelt hatten, übernahmen KPD-Kader um Eugen Leviné und Max Levien die führenden politischen Posten in der Räteregierung (zweite – kommunistische – Phase der Räterepublik). Egelhofer, dessen Hauptaufgabe der Aufbau einer „Roten Armee“ zur Verteidigung der Räterepublik war, wurde zum Stadtkommandanten Münchens ernannt. Ernst Toller, der den Führungswechsel anerkannte, wurde ihm als Stellvertreter und Abschnittskommandant zugeteilt. Als solcher war er der Befehlshaber der „Roten Armee“ der Münchner Räterepublik im Münchner Westen. Es gelang ihm und seinem Stellvertreter Gustav Klingelhöfer mit den unterstellten roten Sturmbataillonen die am 16. April nach Dachau vorgedrungenen Freikorpsverbände zurückzuschlagen (Schlacht um Dachau). Als Kommandant konnte er die Stadt bis zum 30. April halten.
Als Nachrichten vom Geiselmord im Luitpold-Gymnasium durch Rätesoldaten die Räteregierung erreichten, eilte Toller an den Tatort, um sie zu überprüfen. Er ordnete die sofortige Freilassung noch lebender Gefangener an und distanzierte sich in den folgenden Tagen deutlich von den Tötungen.

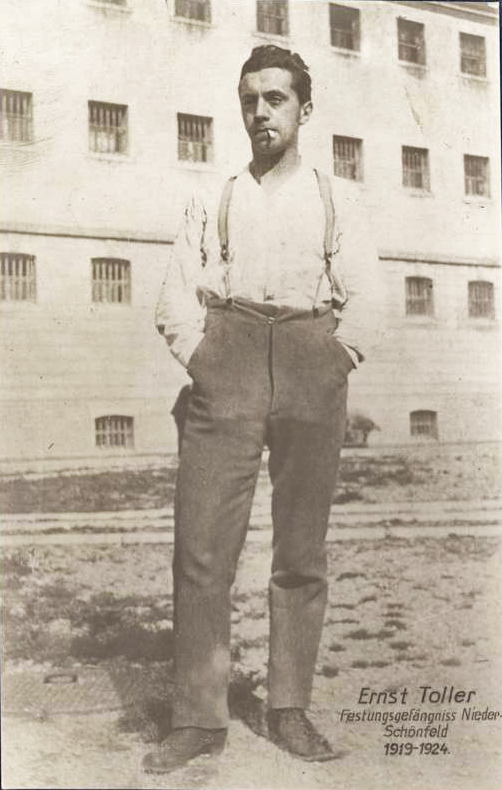
Ernst Toller während seiner Haft im Festungsgefängnis Niederschönenfeld (frühe 1920er Jahre)

Am 1. Mai, kurz vor der Niederschlagung der Räterepublik durch Freikorps- und Reichswehrtruppen, tauchte Toller, auf dessen Ergreifung eine Belohnung von 10.000 Mark ausgesetzt war, zunächst unter. Er wurde unter anderem von der Schauspielerin Tilla Durieux, die sich zu der Zeit in der Münchner Klinik von Ferdinand Sauerbruch zur Behandlung aufhielt, materiell versorgt oder in Privatwohnungen versteckt. Am 4. Juni 1919 wurde er in der Schwabinger Wohnung des Malers Johannes Reichel aufgespürt, verhaftet und angeklagt.
Sein Verteidiger im Prozess vor dem Münchner Volksgericht (einem Sondergericht mit standrechtsähnlicher Verhandlungsführung) am 16. Juli 1919 war Hugo Haase, der neben seiner Funktion als Rechtsanwalt zugleich Reichsparteivorsitzender der USPD war. Tollers Haltung beim Geiselmord im Luitpold-Gymnasium wurde ihm positiv angerechnet. Als Zeuge der Verteidigung setzte sich Max Weber für seinen ehemaligen Studenten ein. Ungeachtet seiner eigenen prinzipiellen Gegnerschaft zur Räterepublik attestierte Weber Toller die „absolute Lauterkeit“ eines radikalen Gesinnungsethikers. Diese Zeugenaussage des renommierten Wissenschaftlers dürfte gemeinsam mit Haases Plädoyer dazu beigetragen haben, dass Toller – anders als Eugen Leviné – das Todesurteil wegen Hochverrat erspart blieb und er mit einer Verurteilung zu fünf Jahren Festungshaft vergleichsweise milde bestraft wurde. Nach den ersten Monaten im provisorischen Festungsgefängnis Eichstätt verbüßte er den größten Teil seiner Haftzeit – vom 3. Februar 1920 bis 15. Juli 1924 – im Gefängnis Niederschönenfeld.

### Weimarer Republik

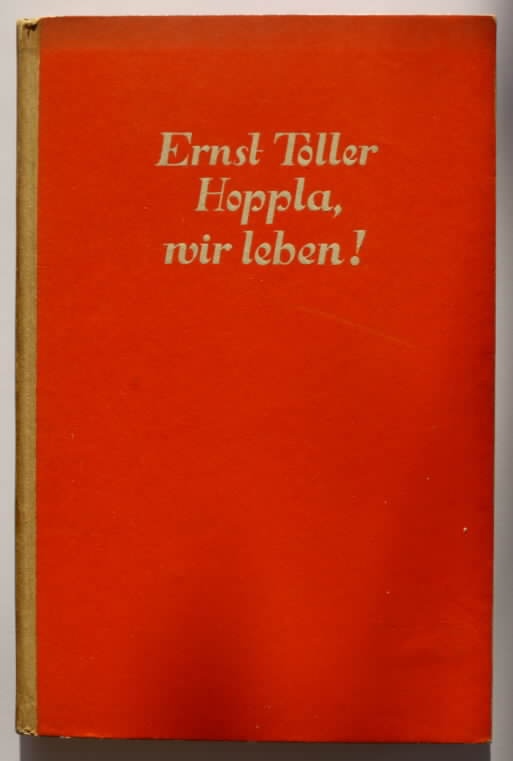
Hoppla, wir leben!, Erstausgabe im Gustav Kiepenheuer Verlag Potsdam 1927

Während seiner Haft war Ernst Toller schriftstellerisch sehr produktiv. Neben vielen seiner Gedichte (Das Schwalbenbuch) entstanden Stücke wie zum Beispiel Masse Mensch (1919), Die Maschinenstürmer (1921), Hinkemann (1922), die in der frühen Weimarer Republik auf verschiedenen Theaterbühnen erfolgreich aufgeführt wurden und Toller als Dramatiker und Lyriker bekannt machten. Angesichts der öffentlichen Aufmerksamkeit für den Inhaftierten wurde ihm 1920 von der bayerischen Landesregierung anlässlich der 100. Aufführung des bereits 1917/18 geschriebenen Dramas Die Wandlung die Begnadigung angeboten. Diese lehnte Toller mit der Begründung ab, dass er gegenüber den anderen Gefangenen nicht bevorzugt werden wolle, nachdem seine Forderung nach einer allgemeinen Amnestie für alle Revolutionäre der Räterepublik sich als unrealistisch herausgestellt hatte.
Auch nach der Haftentlassung erregten Tollers revolutionäre, expressionistische Dichtungen Aufsehen. Im Theaterstück Masse Mensch hatte er sich, angelehnt an das Schicksal von Sarah Rabinowitz, unter anderem mit dem aus seiner revolutionären Tätigkeit in München resultierenden Gewissenskonflikt auseinandergesetzt.
Toller wurde 1926 Mitglied der von Kurt Hiller gegründeten Gruppe Revolutionärer Pazifisten. Mit seiner Geschichtsrevue Hoppla, wir leben! eröffnete 1927 die Piscator-Bühne im Berliner Theater am Nollendorfplatz, die zum Inbegriff des Avantgardetheaters der 1920er Jahre wurde. 1926 schuf die Berliner Bildhauerin Renée Sintenis eine Büste Tollers.
1931 besuchte Ernst Toller die vom Klassenkampf zerrissene Zweite Spanische Republik. Diesen Besuch wiederholte er 1936, während des Bürgerkrieges, in Begleitung seiner Ehefrau Christiane Grautoff.

### Emigration und Tod

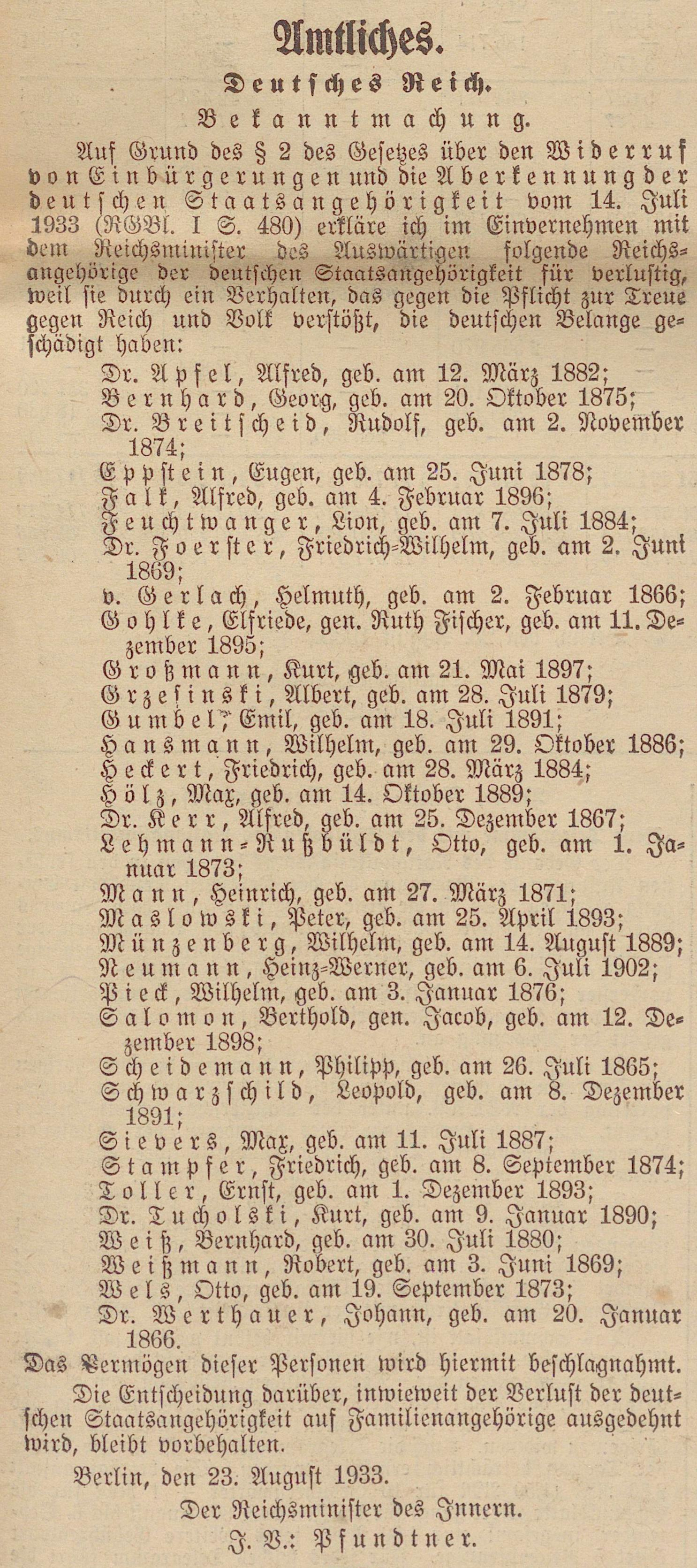
Toller wurde bereits auf der ersten Ausbürgerungsliste vom 25. August 1933 nach der NS-Machtübernahme genannt

In die 23 Jahre jüngere Berliner Schauspielerin Christiane Grautoff hatte sich Toller spätestens 1932 verliebt. In jenem Jahr besuchte sie ihn in Amsterdam, wo er eine Wohnung gemietet hatte, die er sich zeitweise mit seinem Lektor und Verleger Fritz Landshoff teilte. Im selben Jahr, noch vor der Machtübernahme der Nationalsozialisten, emigrierte Toller aus Deutschland zunächst in die Schweiz. Während seines Aufenthalts in Zürich wurde er von den Nationalsozialisten ausgebürgert, zog später nach Paris, dann nach London, wo er Grautoff am 16. Mai 1935 heiratete. In seiner Londoner Zeit wurde er von der Journalistin und Widerstandskämpferin Dora Fabian bei seiner Arbeit unterstützt. Schließlich ließ er sich in den Vereinigten Staaten in Kalifornien nieder. Da er im August 1933 auf der Ersten Ausbürgerungsliste des Deutschen Reichs von 1933 verzeichnet war, werden alle späteren Werke Tollers zur Exilliteratur gezählt. Seine Schriften waren 1933 in Deutschland der Bücherverbrennung zum Opfer gefallen.
Landshoff bescheinigt seinem Autor und Freund große Güte, Hilfsbereitschaft und neben einem „oft kindlichen Sinn für Humor“ eine „leidenschaftliche Hoffnung auf eine bessere Welt“, dazu eine „heimliche Liebe zum Luxus“, großen Charme, vor allem Frauen gegenüber, und ein gerütteltes Maß an Eitelkeit – Schwächen, über die sich Toller allerdings selbst auf eine zuweilen „rührende Weise“ im Klaren gewesen sei.
1934 besuchte Toller Moskau, 1935 den von Ilja Ehrenburg initiierten Pariser Schriftstellerkongress zur Verteidigung der Kultur. Anfang Mai 1939 konnte Toller nur noch mit Mühe am New Yorker Kongress des P.E.N.-Clubs teilnehmen; er hielt dort seine letzte öffentliche Rede. Nach Abschluss dieser Tagung wurde er zusammen mit einigen Kollegen von Vizepräsident John Nance Garner ins Weiße Haus eingeladen, wo er Präsident Roosevelt vorgestellt wurde.
Ehrenburg schildert den „Dichterpartisanen“ Toller als „außergewöhnlich sanftmütigen“ Menschen, der sich gleichwohl stets den Härten des Lebens gestellt habe. Ende Mai desselben Jahres sah sich Toller der damit verbundenen Zerreißprobe offenbar nicht mehr gewachsen: Er suchte am 22. Mai 1939 in einem Zimmer des Mayflower Hotels am Central Park in New York den Freitod.
Toller hatte seit vielen Jahren an schubweise eintretenden Depressionen gelitten und die Gewohnheit gepflegt, auf Reisen in seinem Koffer stets einen Strick mit sich zu führen. Landshoff betont, in diesem Auf und Ab sei Grautoff für Toller stets eine „unersetzliche Stütze“ gewesen. Politische Gründe verstärkten Tollers Verzweiflung. Nach Gustav Reglers Zeugnis hatte sich Toller noch kurz vor seinem Tod bemüht, eine weltweite Kampagne zur Verwendung überschüssigen Getreides der Vereinigten Staaten für die hungernden Kinder in Spanien zu organisieren. Nach Francos Sieg im April 1939 habe Toller sich „in völliger Verzweiflung über die Trägheit der demokratischen Welt und die Brutalität der faschistischen Führer“ erhängt.
In der Frank E. Campbell Funeral Chapel am Broadway in Manhattan fand fünf Tage später die Trauerfeier statt. Die Schriftsteller Oskar Maria Graf und Sinclair Lewis sowie der spanische Politiker Juan Negrín sprachen an Tollers Sarg. Sein Freund Thomas Mann ließ durch seinen Sohn Klaus Mann ein Grußwort verlesen. W.H. Auden verfasste ein Gedicht „In Memory of Ernst Toller“:

“What was it, Ernst, that your shadow unwittingly said?
O did the child see something horrid in the woodshed
Long ago? Or had the Europe which took refuge in your head

Already been too injured to get well?
O for how long, like the swallows in that other cell,
Had the bright little longings been flying in to tell

About the big friendly death outside,
Where people do not occupy or hide;
No towns like Munich; no need to write?”

Am 28. Mai 1939 wurde Ernst Toller im Krematorium in Ardsley eingeäschert. Seine Asche wurde jahrelang von niemandem abgeholt und zu einem unbekannten Zeitpunkt in einem schlichten Sammelurnengrab billigster Ausführung im Mausoleum des Ferncliff Friedhofs in Hartsdale, New York bestattet.

## Literarisches Schaffen
Toller wurde unmittelbar nach dem Ersten Weltkrieg als Vertreter der expressionistischen Literatur bekannt. In den 1920er Jahren verfasste er Schauspiele und Prosa im Stil der Neuen Sachlichkeit. Er galt als ein prominenter Vertreter der littérature engagée der Weimarer Republik, der mit literarischen Texten zugleich politisch wirken wollte:

„Kann Kunst die Wirklichkeit beeinflussen? Kann der Dichter vom Schreibtisch her Einfluß auf die Politik seiner Zeit gewinnen? Es gibt Autoren, die diese Frage verneinen, ich bejahe sie. Alle Kunst hat magische Wirkung. […] Kunst erreicht mehr als den Verstand, sie verankert sein Gefühl. Sie gibt dem verankerten Gefühl geistige Legitimation. Ich glaube darum, daß der Künstler nicht Thesen begründen, sondern Beispiele gestalten soll. Kunst gehört zu jenen seltenen geistigen Mitteln, verschüttete Instinkte zu erhellen, tapfere Haltungen zu schulen, spontanes Gefühl für Menschlichkeit, Freiheit und Schönheit zu vertiefen.“

Neben dem in Haft entstandenen Gedichtband Das Schwalbenbuch (1924) und der in der Emigration verfassten Autobiographie Eine Jugend in Deutschland (1933) gründete Tollers Reputation als Schriftsteller seit der frühen Weimarer Republik vor allem auf seinen Arbeiten als Dramatiker.

### Expressionistische Schauspiele

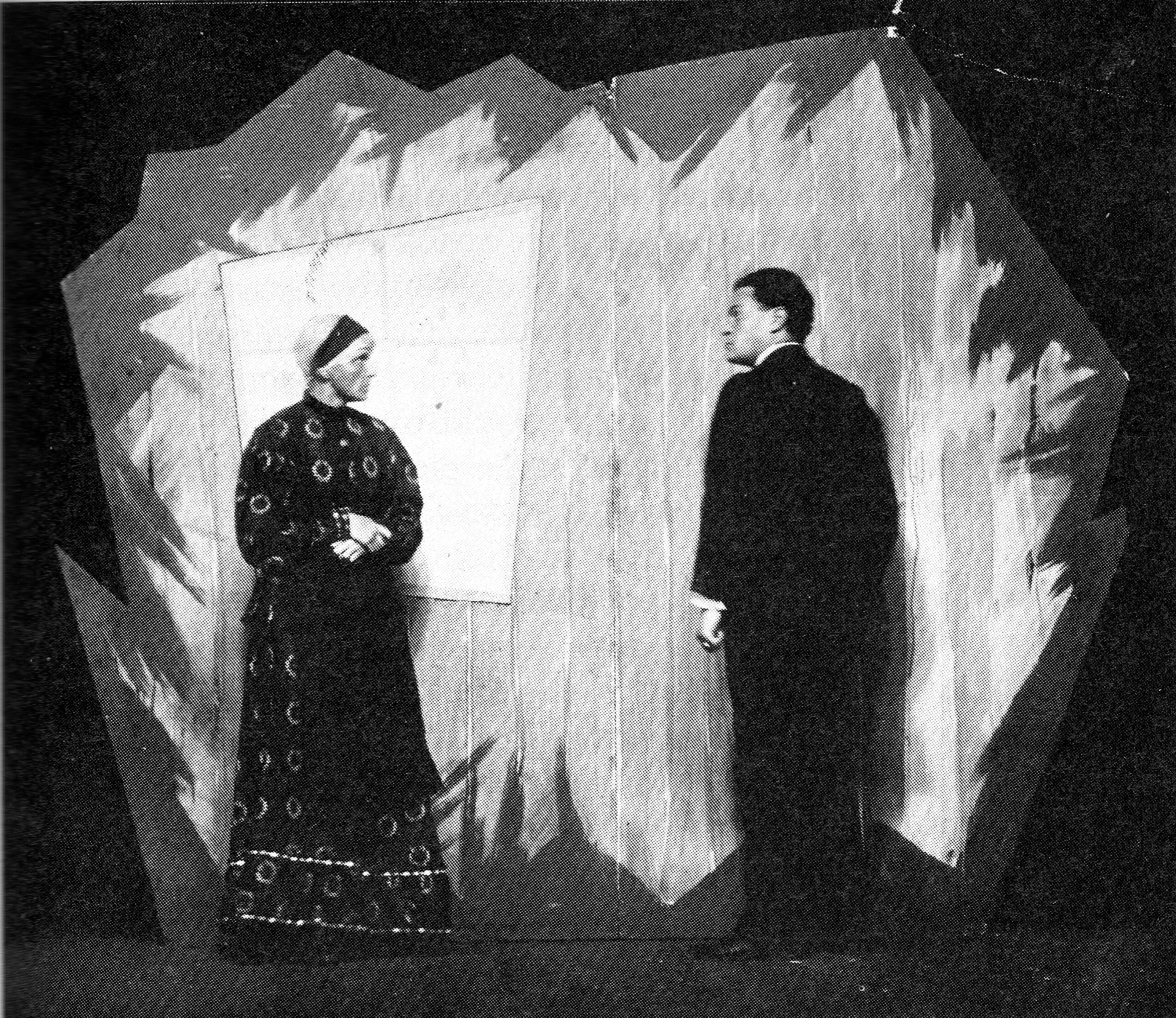
Szenenfotografie aus der Uraufführung von Tollers Stück Die Wandlung in der Inszenierung von Karlheinz Martin am Theater Die Tribüne in Berlin, 30. September 1919: Fritz Kortner (rechts im Bild) spielte dabei die an Toller selbst angelehnte Hauptrolle des Kriegsheimkehrers Friedrich.

Nach der kurzen Phase der Münchner Räterepublik, an der Toller als begnadeter Rhetor und politische Leitfigur beteiligt war, wurde die Uraufführung seines Stücks Die Wandlung, das während des Ersten Weltkriegs entstanden war, in der Inszenierung Karlheinz Martins am Berliner Theater „Die Tribüne“ am 30. September 1919 zu einem außerordentlichen Erfolg. Ein paar Monate später setzte sich die wirkungsmächtige Ausstrahlung in Stuttgart fort, wo auf die von Ferdinand Skuhra am dortigen „Deutschen Theater“ inszenierte Premiere am 27. Januar 1920 mit Fritz Wisten als Friedrich-Darsteller und Willi Baumeister als Bühnenausstatter noch zahlreiche Aufführungen folgten.
Aufgrund seiner Inhaftierung konnte Toller an den Uraufführungen seiner frühen Schauspiele nicht teilnehmen. Seiner Landesregierung war die schriftstellerische Arbeit Tollers, der sich in der Festungshaft zu einer Symbolfigur der Linksintellektuellen der Weimarer Republik entwickelte, ein Dorn im Auge, wie Aufführungsverbote einzelner Stücke in Bayern belegen.
Im Zentrum der frühen expressionistischen Ideen- und Stationendramen steht regelmäßig ein junger Rebell oder eine Rebellin, welche als Vorbote einer neuen Gesellschaftsordnung in Erscheinung tritt. Diesem Schema entsprechen Tollers erste Dramen Die Wandlung (1919), Masse Mensch (1920) und Die Maschinenstürmer (1922). Auf abstrakt-reflexiver Ebene behandeln sie das Scheitern der revolutionären Aufstände der Soldaten- und Arbeiterbewegung der Jahre 1917 bis 1919. Tollers frühe pazifistische Ideendramen zeichnen sich inhaltlich durch einen ethischen Absolutheitsanspruch und formal durch expressionistische Gestaltungsmerkmale wie stereotype Charakterzeichnung, Ideen als handlungstragende Elemente und eine verkürzte Sprache aus.

### Historienspiele, Zeitrevuen, Komödien

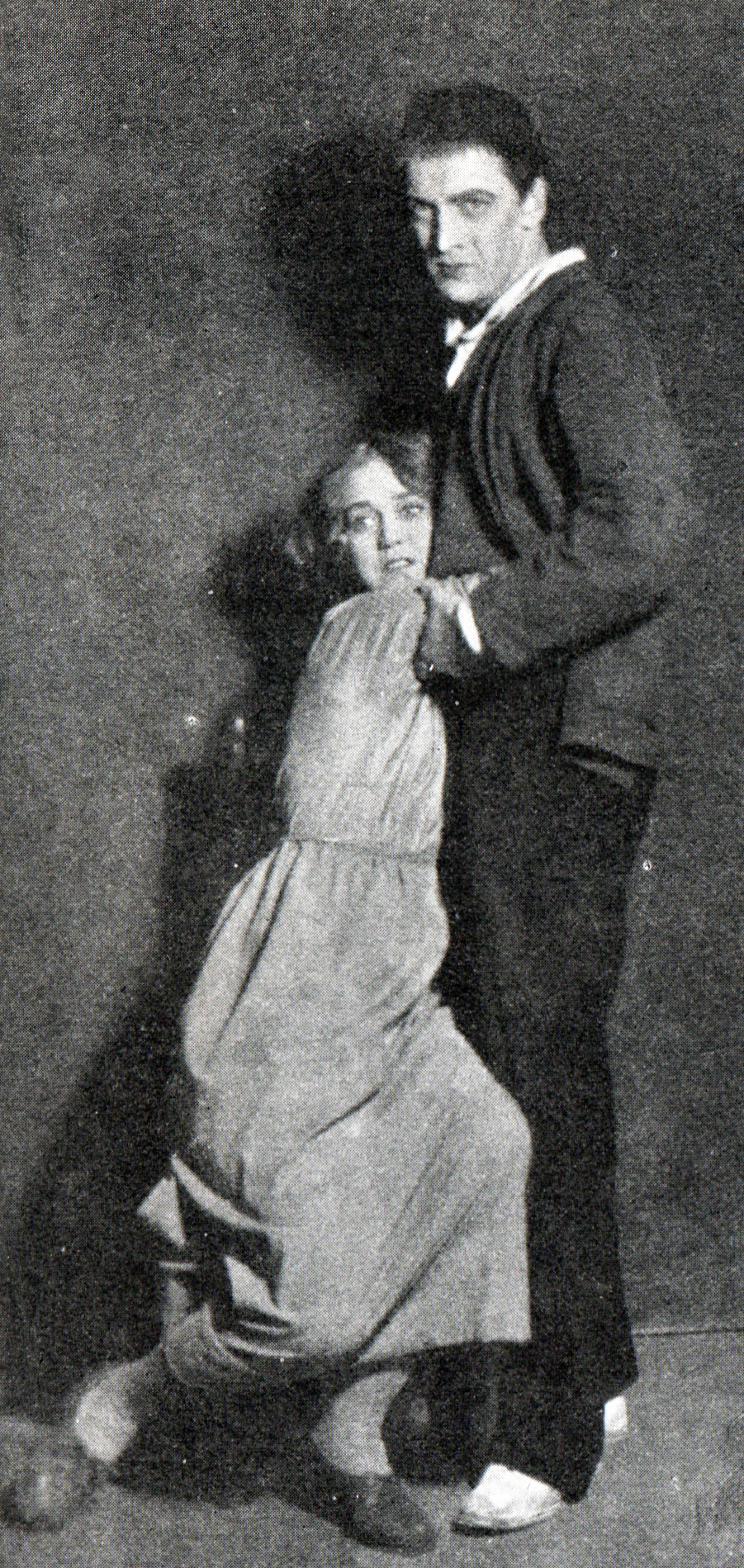
Alf Sjöberg in der Rolle der Hauptfigur Karl Thomas zusammen mit Anna Lindahl als Eva Berg bei einer schwedischen Inszenierung des Toller-Dramas Hoppla, wir leben!, Stockholm 1928

Auch in den folgenden Schauspielen bleibt Toller „der Dramatiker, der einer ungerechten Ordnung das rechtlich gesinnte Individuum gegenüberstellt. Er präpariert an seinen im Wesentlichen passiv ihr Schicksal erleidenden Helden allgemein menschliche Züge heraus.“ Die Heimkehrertragödie Hinkemann leitete eine Phase von Theaterskandalen um Tollers Werk ein. Volksstückhafte Elemente wie Jahrmarkts- und Kneipenszenen stellen die makabere Szenerie für die persönliche Tragödie des verstümmelten Kriegsheimkehrers Hinkemann dar.
Die folgende Komödie Der entfesselte Wotan (1923) reflektiert in einem Plot um einen Volksverführer und sein ‚Exportgeschäft‘ frühzeitig die von der NSDAP ausgehenden Gefahren: Ein von nationalem Sendungsbewusstsein erfüllter Frisör („Wotan“) gründet eine Gesellschaft für Auswanderer, erleidet jedoch in Lateinamerika Schiffbruch. Am Zenit von Tollers Schaffenskraft entstand 1927 der Fünfakter Hoppla, wir leben!, ein Drama über die verratene Novemberrevolution und die gesellschaftlichen Konflikte der Weimarer Republik. Das Stück entwickelte sich in der Inszenierung Erwin Piscators im Berliner Theater am Nollendorfplatz im gleichen Jahr zu einem großen Bühnenerfolg.
Mit dem historischen Schauspiel Feuer aus den Kesseln von 1930, in dem Toller den deutschen Matrosenaufstand von 1917/1918 verarbeitete, konnte der Autor an vorige Erfolge nicht anknüpfen. Mit den Stücken Wunder in Amerika (1931) über die Glaubensgemeinschaft Christian Science und Die blinde Göttin (1932) über eine unverschuldet in Haft geratene Frau wandte sich der von der politischen Entwicklung enttäuschte Dramatiker vom unmittelbaren politischen Zeitgeschehen ab. Die in der US-Emigration entstandene Antikriegskomödie No more peace von 1936/1937 zu einer Bühnenmusik von Hanns Eisler spielt in der entrückten Sphäre des Olymps. Historische Gestalten wie Franz von Assisi und Napoleon verkörpern gegensätzliche geschichtliche Prinzipien; biblische Gestalten spiegeln die universale Kriegsproblematik und Fragen von Schuld und Vergebung. Tollers letztes Drama Pastor Hall (1938) behandelt die authentische Geschichte von Martin Niemöller, der aufgrund kritischer Stellungnahmen gegen das NS-Regime in das KZ Dachau deportiert wurde. Das Stück wurde postum 1940 in Großbritannien von Roy Boulting verfilmt.

## Werkübersicht (Auswahl)
- Die Wandlung. Das Ringen eines Menschen. Drama. Gustav Kiepenheuer, Potsdam 1919 (online digitalisiert auf den Seiten der Universitätsbibliothek Bielefeld).
- Gedichte der Gefangenen. Ein Sonettenkreis. Wolff, München 1921.
- Masse Mensch. Ein Stück aus der sozialen Revolution des 20. Jahrhunderts. Gustav Kiepenheuer, Potsdam 1921 (Volltext online im Projekt Gutenberg).
- Die Maschinenstürmer. Ein Drama aus der Zeit der Ludditenbewegung in England in 5 Akten und 1 Vorspiel. Tal, Leipzig u. a. 1922.
- Hinkemann – eine Tragödie in 3 Akten. Gustav Kiepenheuer, Potsdam 1923.
- Der entfesselte Wotan. Eine Komödie. Gustav Kiepenheuer, Potsdam 1923.
- Das Schwalbenbuch. Dichtung. Gustav Kiepenheuer, Potsdam 1924.
- Vormorgen. Gedichte. Gustav Kiepenheuer, Potsdam 1924 (Volltext online im Projekt Gutenberg).
- Hoppla, wir leben! Ein Vorspiel und fünf Akte. Gustav Kiepenheuer, Potsdam 1927 (Volltext online im Projekt Gutenberg).
- Justiz. Erlebnisse. 1927.
- Quer Durch. 1930.
- Feuer aus den Kesseln. Historisches Schauspiel in zwölf Szenen. Reclam, Leipzig 1930 (Volltext online im Projekt Gutenberg).
- Die blinde Göttin. 1933.
- Eine Jugend in Deutschland. Autobiographie. Querido, Amsterdam 1933 (Volltext online im Projekt Gutenberg).
- Nie wieder Friede (No more Peace). Komödie. 1934.
- Briefe aus dem Gefängnis. 1935.
- Pastor Hall. Drama. 1939.

Werk- und Briefausgaben
- Sämtliche Werke: Kritische Ausgabe. Im Auftrag der Ernst-Toller-Gesellschaft hrsg. von D. Distl, M. Gerstenbräun, T. Hoffmann, J. Jordan, S. Lamb, P. Langemeyer, K. Leydecker, S. Neuhaus, M. Pilz, K. Reimers, Ch. Schönfeld, G. Scholz, R. Selbmann, Th. Unger und I. Zanol. Wallstein, Göttingen 2014, ISBN 978-3-8353-1335-4.
  - Band 1: Stücke 1919–1923.
  - Band 2: Stücke 1926–1939.
  - Band 3: Autobiographisches und Justizkritik.
  - Band 4.1: Publizistik und Reden. Band 4.2: Publizistik und Reden.
  - Band 5: Lyrik, Erzählungen, Hörspiele, Film.

- Gesammelte Werke. Hanser, München 1978.
  1. Kritische Schriften, Reden und Reportagen. ISBN 3-446-12517-5.
  2. Dramen und Gedichte aus dem Gefängnis (1918–1924). ISBN 3-446-12518-3.
  3. Politisches Theater und Dramen im Exil (1927–1939). ISBN 3-446-12519-1.
  4. Eine Jugend in Deutschland. Herausgegeben von Wolfgang Frühwald. Reclam-Verlag, Stuttgart 2011, ISBN 978-3-446-23650-9.
  5. Briefe aus dem Gefängnis. ISBN 3-446-12521-3.

- Ernst Toller. Briefe 1915–1939. Kritische Ausgabe. Hrsg. von Stefan Neuhaus, Gerhard Scholz, Irene Zanol, Martin Gerstenbräun, Veronika Schuchter und Kirsten Reimers unter Mitarbeit von Peter Langemeyer. Wallstein, Göttingen 2018, ISBN 978-3-8353-3072-6.

Autorenlesung
- Stimmen der Dichter. Deutsche Autoren lesen aus ihren Werken: 1907–1977. Eine Dokumentation des Zeitmagazin exklusiv. Promotion 1977 (S102). (LP) [Ernst Toller liest aus dem 2. Akt seines Zeitstücks Hoppla, wir leben! von 1927.]

## Darstellung Tollers in der bildenden Kunst (Auswahl)
- Emil Stumpp: Ernst Toller (Kreide-Lithographie, 1926)[28]

## Rezeption in Literatur, Hörspiel und Film
Belletristik
- Anna Funder: All that I am. Penguin Books Australia, 2011.
  - dt. Alles was ich bin. Roman. Übersetzung aus dem Englischen von Reinhild Böhnke. S. Fischer, Frankfurt am Main 2014, ISBN 978-3-10-021511-6.

Schauspiel
- Tankred Dorst: Toller. Suhrkamp, Frankfurt am Main 1991 (= Suhrkamp, Frankfurt am Main 1968), ISBN 3-518-10294-X.
- Albert Ostermaier: Zwischen zwei Feuern. Tollertopographie. 1993.
- Richard Byrne: Hotel Mayflower. Moloko Print, Schönebeck 2024, ISBN 978-3-910431-15-7

Hörspiel
- Die Wandlung. Regie: Amido Hoffmann. DRS 1970.
- Berlin, letzte Ausgabe. Regie: Günter Bommert. RB/SWF/WDR 1976.
- Feuer aus den Kesseln. Regie: Peter Groeger. DDR 1977.
- Die Maschinenstürmer. Regie: Charles Benoit. DRS 1981.
- Hoppla, wir leben. Regie: Heiner Schmidt. SFB 1983.
- Eine Jugend in Deutschland. Dreiteiliges Hörspiel mit Steven Scharf, David Herber, Philip Götz, Annette Paulmann, Anna Barbara Kurek u. a. Komposition: Jakob Diehl, Bearbeitung und Regie: Katja Langenbach. BR Hörspiel und Medienkunst 2008. Als Podcast/Download im BR Hörspiel Pool.[29]
- Masse Mensch. Hörspiel mit Jutta Wachowiak, Rüdiger Klink, Christian Brückner, Bearbeitung: Ben Neumann, Regie: Christoph Kalkowski. NDR Kultur 2019.

Film
- Pastor Hall. Regie: Roy Boulting. Großbritannien: Charter 1940.[30]
- Rotmord. Regie: Peter Zadek, WDR 1969 (Prix Italia 1969; Adolf-Grimme-Preis mit Gold 1970, zusammen mit Tankred Dorst und Wilfried Minks).[31]

Toller war an der Erstellung der (deutschen) Dialoge des Filmdramas Menschen hinter Gittern (USA 1931), das sich mit den unhaltbaren Zuständen in zeitgenössischen US-Gefängnissen auseinandersetzte, sowie der Operettenverfilmung Die Abenteuer des Königs Pausole (Österreich 1933) beteiligt.

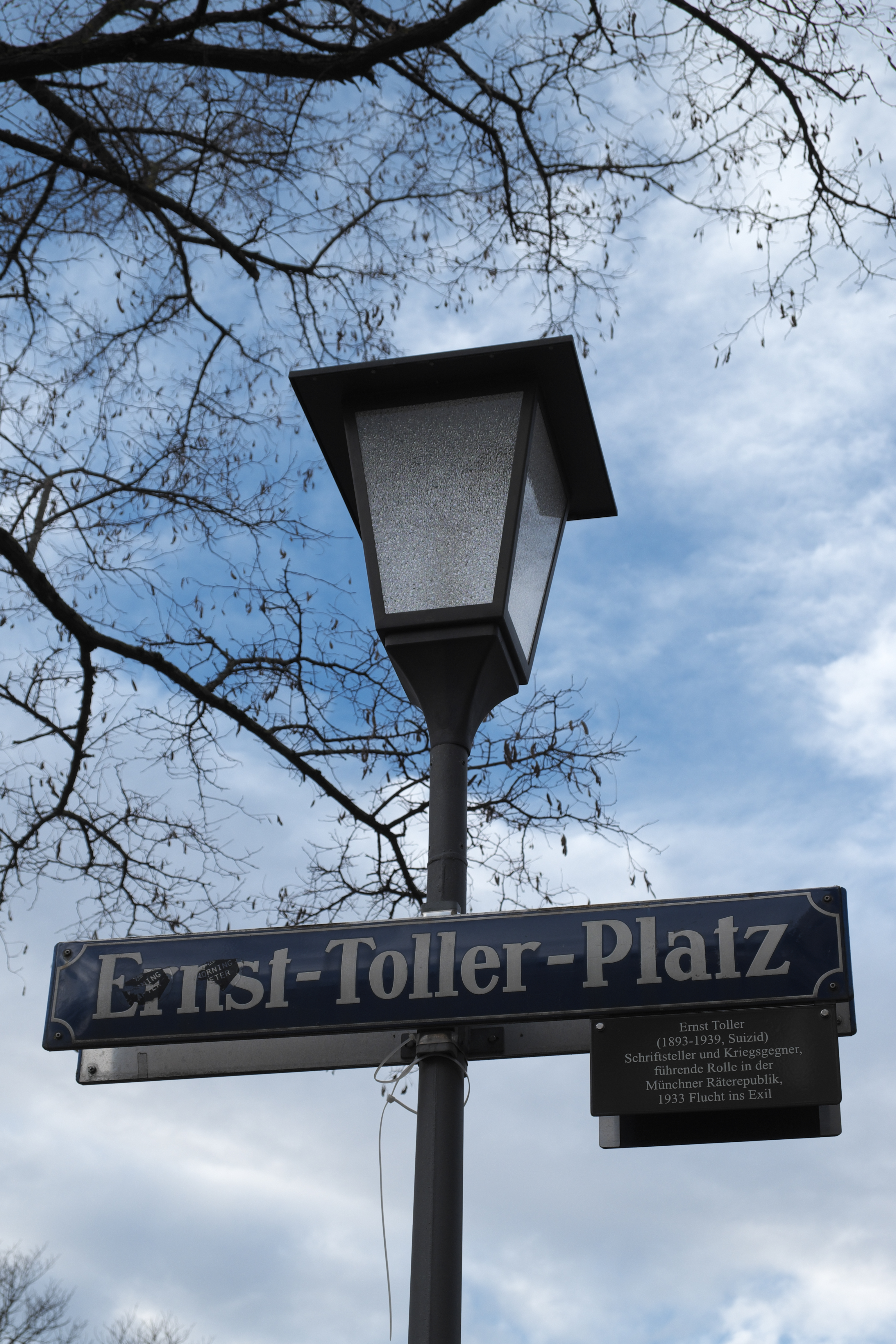
Ernst-Toller-Platz in München

## Ehrungen

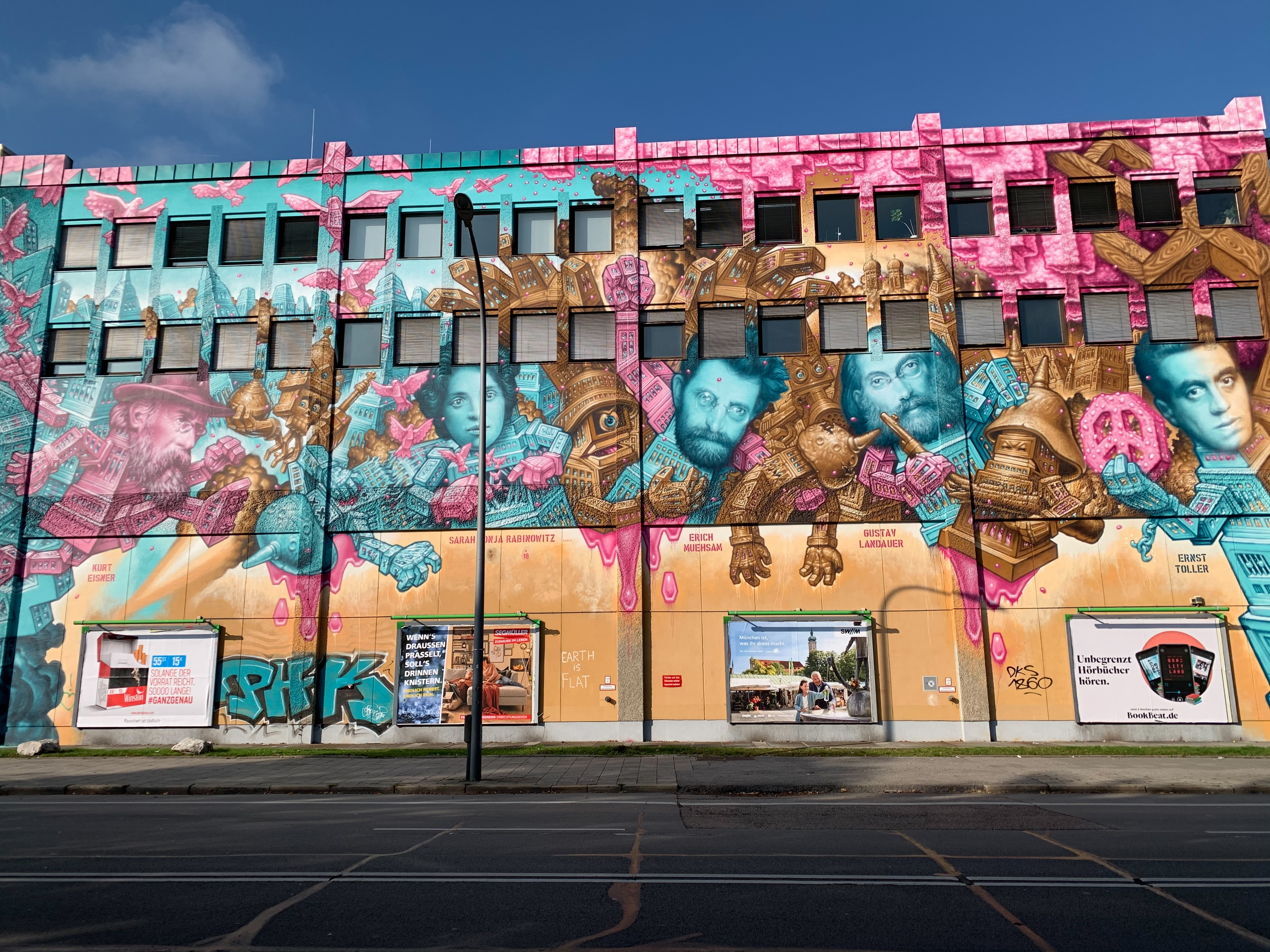
Mural von WON ABC in München

- 1995 wurde in der ehemaligen Kaserne Pendleton-Barracks in Gießen eine Straße nach Toller benannt.
- 1996 wurde der Ernst-Toller-Platz in München-Schwabing nach Toller benannt.
- Nach ihm benannt sind zahlreiche Straßen und Plätze, unter anderem in Berlin, Bremen-Habenhausen, Dresden, Erfurt, Gera, Gießen, Halle Leipzig, Magdeburg und Weimar.
- Der Ernst-Toller-Preis wird seit 1997 von der „Ernst-Toller-Gesellschaft“, dem „Lions-Club“ und der Stadt Neuburg an der Donau alle zwei Jahre verliehen.
- 2019 gestaltete der Künstler WON ABC am Giesinger Berg ein 700 m² großes buntes Mural mit den fotorealistischen Köpfen Ernst Tollers und vier weiterer Protagonisten der Räterepublik.[32]
- 2023 Errichtung einer Berliner Gedenktafel in der Wittelsbacher Straße 33a in Berlin-Wilmersdorf. Dort wohnte Ernst Toller von 1930 bis 1933.[33]